# Forte de São José (Porto Santo)

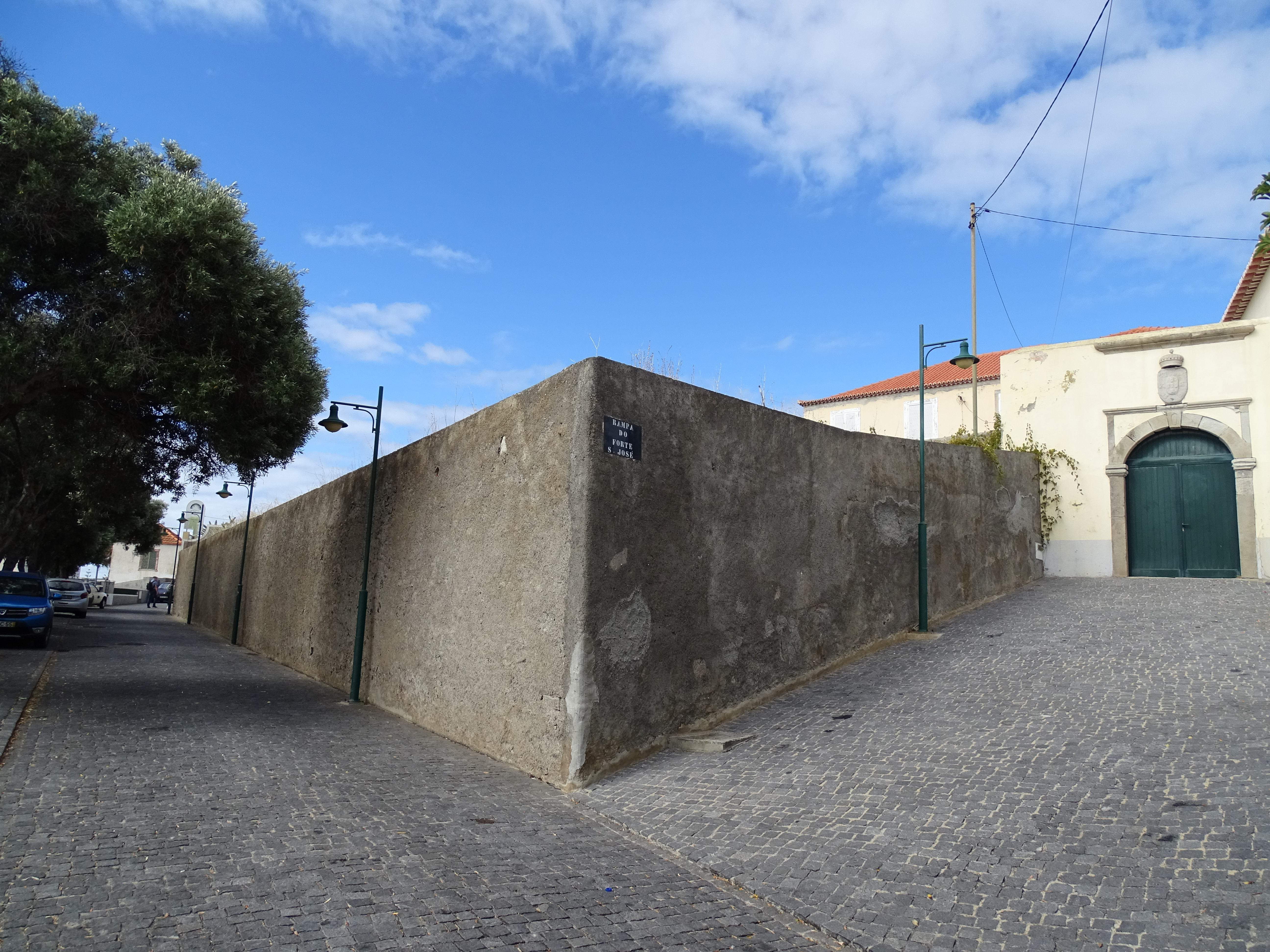
Forte de S. José, Porto Santo.

Die Forte de São José (dt.: „Festung des Heiligen Johannes“) befindet sich in Vila Baleira, Sitz der Gemeinde (Freguesia) und des Kreises (Concelho) von Porto Santo, einer Insel der Autonomen Region Madeira, die zu Portugal gehört.

## Geschichte
Die Festung wurde während der Amtszeit des Marquês de Pombal, Sebastião José de Carvalho e Melo (Pombaline-Konsulat, 1756–1777), zur Verteidigung des Ankerplatzes der Stadt Porto Santo erbaut. Heute ist es das Gouverneurshaus.
Während der Besetzungen von 1801 und 1807 (Napoleonische Invasionen) dienten die Anlagen als Kaserne für britische Truppen und später als Gefängnis.
Die Bauten wurden im Laufe der Jahrhunderte erheblich verändert und im Jahr 1921 der Zollpolizei Guarda Fiscal übergeben. Im 20. Jahrhundert ging es in den Privatbesitz der Familie Frazão Sardinha über.
Der Erwerb erfolgte gemeinsam mit dem portugiesischen Staat und mit Zustimmung des diktatorischen Ministerratspräsidenten Dr. António de Oliveira Salazar, die Vertragsurkunden wurden in Funchal unterzeichnet und die Originale befinden sich im Nationalarchiv von Torre do Tombo und vermutlich im Besitz der Familie Frazão Sardinha.
Es ist derzeit eine der Touristenattraktionen der Insel und ist mit acht alten Artilleriegeschützen aus Eisen ausgestattet, die von einer Galeone der britischen Krone stammen und bei einer öffentlichen Versteigerung erworben wurden. Zwei weitere Stücke gleichen Kalibers sind jetzt als Leihgabe aus dem Familienerbe im Imperial War Museum in London ausgestellt.
Die Festung war das Ziel von Besetzungen durch die Brigadas Vermelhas (Rote Brigaden), die sie zugunsten der Partido Comunista Português enteignen wollten. Die Operation wurde den Archiven zufolge von Octávio Pato selbst geleitet, der damaligen Nummer 2 der Partei, der in der Nelkenrevolution vom 25. April 1974 mitwirkte. Die Enteignung scheiterte jedoch dreimal, einmal durch militärische Unterstützung des Generalgouverneur auf Ersuchen der Familie Frazão Sardinha.